# Svetlîi, Găgăuzia
Svetlîi (în găgăuză Svetlıy, în rusă Светлый) este un sat din Unitatea Teritorială Administrativă Găgăuzia, Republica Moldova, reședința comunei omonime.
Satul Svetlîi a fost fondat în anul 1913, de etnici germani, care s-au așezat aici cu permisiunea autorităților țariste. Denumirea inițială a satului era Novaia Denevița (Новая Деневица). În 1940, satul avea 281 de locuitori, dintre care 256 de germani și 25 de găgăuzi.
În 1950, satul a fost redenumit în Svetlîi.
Pe 3 septembrie 1951, satul Svetlîi a primit statut de „posiolok muncitoresc”. La referendumul moldovenesc din 1995, locuitorii satului au votat pentru intrarea în cadrul UTA Găgăuzia.

## Demografie

### Structura etnică
Structura etnică a satului Svetlîi, conform recensământului populației din 2004:
| Grup etnic         | Populație | % Procentaj |
| ------------------ | --------- | ----------- |
| Găgăuzi            | 675       | 35,85%      |
| Bulgari            | 513       | 27,24%      |
| Moldoveni (români) | 251       | 13,33%      |
| Ucraineni          | 227       | 12,06%      |
| Ruși               | 186       | 9,88%       |
| Țigani             | 3         | 0,16%       |
| Polonezi           | 1         | 0,05%       |
| Alții              | 27        | 1,43%       |
| Total              | 1.883     | 100%        |